# Ранко Маринкович
Ра́нко Мари́нкович (хорв. Ranko Marinković, * 22 лютого 1913, Вис, Австро-Угорщина — † 28 січня 2001, Загреб, Хорватія) — хорватський прозаїк, поет, драматург, есеїст, сценарист, критик і політик, кавалер Великого ордена короля Дмитра Звонимира.

## Біографія
Ранко Маринкович народився на острові Вис, в однойменному місті, й там закінчив початкову школу. Середню освіту здобув у Спліті та Загребі, 1931 року вступив на філософський факультет Загребського університету, вивчав психологію та романські мови й 1935 року одержав диплом. У літературні кола Загреба Маринкович увійшов завдяки своїм новелам і п'єсам. Наприкінці 1930-х років його перші прозові твори надруковано в журналі «Печат» Мирослава Крлежі. У березні 1939-го в Хорватському національному театрі в Загребі поставлено його п'єсу «Альбатрос». У Спліті під час Другої світової війни італійські фашисти заарештували Маринковича й інтернували в таборі Феррамонте (Калабрія). Після капітуляції Італії, 1943 року він приїхав до Барі й звідти перебрався до синайського табору біженців Ель-Шатт, де налагодив зв'язок із партизанами Тіто. 1945 року повернувся на батьківщину й влаштувався на роботу в міністерстві освіти Народної Республіки Хорватії. Працював у Державному видавництві Хорватії. З 1946-го по 1950 рік був директором відділу драми Хорватського національного театру в Загребі. У 1951 році став професором Академії театрального мистецтва, де працював до виходу на пенсію.
1948 року вступив у Спілку хорватських письменників, а з 1983-го був членом Хорватської академії наук і мистецтв.
Найвідоміші його роботи — це п'єса «Ґлорія», в якій критикується Католицька церква, і «Циклоп» — напівавтобіографічний роман. Цей твір з тонкою іронією і чорним гумором описує похмуру атмосферу, в якій жили загребські інтелектуали перед вторгненням військ Країн Осі в Югославію. Роман перекладено багатьма мовами. У 1982 році хорватський режисер Антун Врдоляк екранізував «Циклопа», а наступного року створив телесеріал.
Ранко Маринкович відомий також роботами в кіно. Він написав сценарії до трьох фільмів — «Гола людина» (1968), «Циклоп» (1982, «Карнавал, ангел і порох» (1990) і телефільму «Ґлорія» (1970).
Українською мовою видано оповідання «Руки» («Всесвіт» № 1—2, 2004, переклала Ольга Мартишева).
Наприкінці життя Ранко Маринкович поділяв політичні погляди Франя Туджмана і був депутатом від Хорватської демократичної співдружности в міській раді Загреба. Був одним із тих активних інтелектуалів, які підтримували детітоїзацію (ліквідацію тітоїстської спадщини) і як міський депутат виступав за перейменування тодішньої площі Маршала Тіто.
1965 року Маринкович одержав премію белградської газети «НИН» за роман «Циклоп». У 1965 і у 1975 роках письменник став лауреатом премії Владимира Назора. 1995 року став кавалером Великого ордена короля Дмитра Звонимира. Премією Івана Ґорана Ковачича нагороджено романи «Циклоп» і «Never more».
1991 року загребська газета Večernji list заснувала премію Ранка Маринковича за найкращу й найкоротшу новелу.

### Прозові твори
- Proze (1948) — «Проза» (збірка оповідань)
- Ni braća ni rođaci (1949) — «Ні брат ні сват» (повість)
- Oko Božje (1949) — «Око Боже» (повість)
- Pod balkonima (1953) — «Під балконами» (збірка оповідань)
- Ruke (1953) — «Руки» (збірка оповідань)
- Poniženje Sokrata (1959) — «Приниження Сократа» (збірка оповідань)
- Karneval i druge pripovijetke (1964) — «Карнавал і інші оповідання» (збірка оповідань)
- Kiklop (1965) — «Циклоп» (роман; 1976 року його інсценізовано)
- Zajednička kupka (1980) — «Спільне купання» (роман)
- Never more (1993) — «Never more» (роман)

### Драматичні твори
- Albatros (1939) — «Альбатрос» (ґротеск)
- Glorija (1955) — «Ґлорія» (драма)
- Politeia (1977) — «Політея» (комедія)
- Pustinja (1982) — «Пустеля» (фарс)

### Есеї
- Geste i grimase (1951) — «Жести і гримаси»
- Nevesele oči klauna (1986) — «Невеселі очі клоуна»

### Сценарії
- Goli čovjek (1968) — «Гола людина» (комедія)
- Glorija (1970) — «Ґлорія» (теледрама)
- Kiklop (1982) — «Циклоп» (драма)
- Karneval, andjeo i prah (1990) — «Карнавал, ангел і порох» (драма)

Українською в 2004 році в часописі «Всесвіт» № 1—2 було опубліковано оповідання Ранка Маринковича Руки (у перекладі Ольги Мартишевої).

## Нагороди
- 1965 — премія газети «НИН» (за роман «Циклоп»)
- 1965 — премія Владимира Назора (щорічна)
- 1975 — премія Владимира Назора (за досягнення всього життя)
- 1995 — Великий орден короля Дмитра Звонимира
- премія Івана Ґорана Ковачича (за роман «Циклоп»)
- премія Івана Ґорана Ковачича (за роман «Never more»)